# Jerzy Adamik
Jerzy Aleksander Adamik (ur. 1 października 1955 w Kluczach) – polski polityk i samorządowiec, w latach 2001–2005 wojewoda małopolski.

## Życiorys
Ukończył studia z zakresu historii na Uniwersytecie Jagiellońskim. W latach 80. był członkiem PZPR. W okresie PRL działał też w Socjalistycznym Związku Studentów Polskich i Związku Socjalistycznej Młodzieży Polskiej. Przewodniczył ZSMP w województwie krakowskim, zasiadał w zarządzie głównym tej organizacji. Był radnym Miejskiej Rady Narodowej w Krakowie (1988–1990).
W latach 90. prowadził własną działalność gospodarczą, kierował też krakowskim oddziałem Ruchu. Od 1994 zasiadał w radzie miejskiej Krakowa. W 1999 został członkiem Sojuszu Lewicy Demokratycznej. W latach 2001–2005 sprawował urząd wojewody małopolskiego. Został powołany w skład Społecznego Komitetu Odnowy Zabytków Krakowa.
W kwietniu 2007 został zatrzymany przez funkcjonariuszy Agencji Bezpieczeństwa Wewnętrznego, po czym prokurator przedstawił mu zarzuty złożenia obietnicy udzielenia korzyści majątkowej i nakłonienia urzędników samorządowych do działania na szkodę gminy Kraków. W sprawie tej w 2016 sąd I instancji nieprawomocnie uznał go za winnego korupcji i niegospodarności w tym przyjęcia 200 tys. zł łapówki, skazując go m.in. na karę trzech lat pozbawienia wolności oraz na karę grzywny. W II instancji karę pozbawienia wolności obniżono mu w październiku 2017 do dwóch lat i sześciu miesięcy

## Odznaczenia
Odznaczony Krzyżem Kawalerskim (2000) i Oficerskim (2005) Orderu Odrodzenia Polski.